# Liste der saudi-arabischen Botschafter in den Vereinigten Staaten

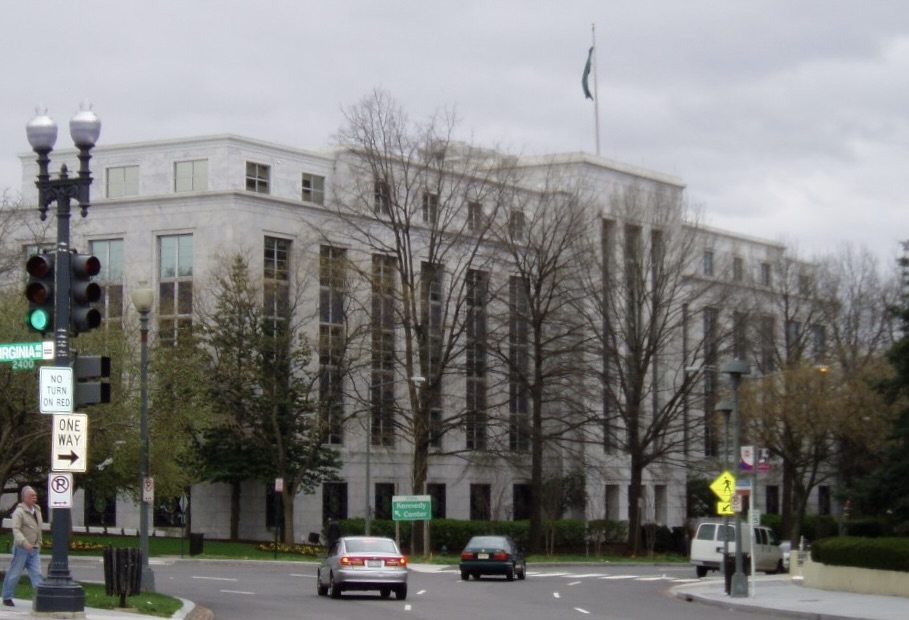
Seit 1987 ist die Adresse der Botschaft: 601 New Hampshire Ave NW Washington, D.C.

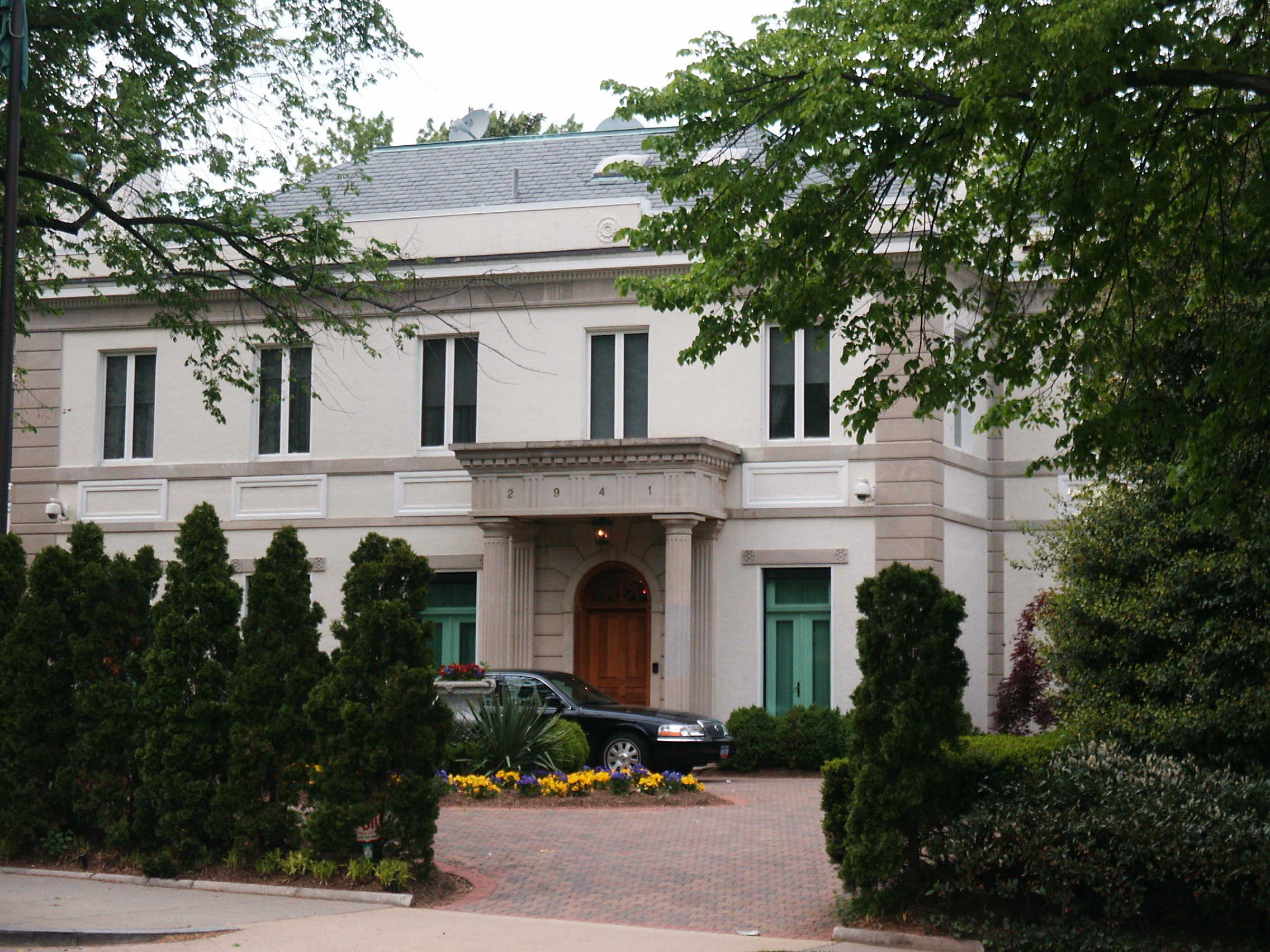
Am 15. Oktober 1982 zogen etwa 50 Personen vom Islamic Center, 2551 Massachusetts Avenue, zur saudischen Botschaft in 2941 Massachusetts Ave NW in Washington, D.C. und protestierten auf dem Rasen der Botschaft.

Die Regierung von Herbert Hoover erkannte 1931 die Regierung von Ibn Saud an.
1933 gründete die Standard Oil of California (SOCAL) die Arab American Oil Company (Aramco), welche wesentlich zu den engen Beziehungen der jeweiligen Regierungen beitrug.
Der Vertreter von König Fahd bei George Bush, Bandar bin Sultan, wurde häufig auch Bandar Bush genannt.
| Ernennung / Akkreditierung | Name                                  | Bemerkungen                              | ernannt von    | akkreditiert während der Regierung von | Posten verlassen |
| -------------------------- | ------------------------------------- | ---------------------------------------- | -------------- | -------------------------------------- | ---------------- |
| 1945                       | Assad Al-Faqih                        |                                          | Ibn Saud       | Harry S. Truman                        | 1954             |
| 1954                       | Abdullah Al-Khayyal                   |                                          | König Saud     | Dwight D. Eisenhower                   | 1964             |
| 1964                       | Ibrahim Al-Sowayel                    |                                          | König Faisal   | Lyndon B. Johnson                      | 1975             |
| 1975                       | Ali Alireza                           |                                          | König Khalid   | Gerald Ford                            | 1979             |
| 1979                       | Faisal Al-Hegelan                     |                                          | König Khalid   | Jimmy Carter                           | 1983             |
| 1983                       | Bandar bin Sultan Al Saud             |                                          | König Fahd     | Ronald Reagan                          | Juli 2005        |
| Juli 2005                  | Turki bin Faisal Al Saud              |                                          | König Abdullah | George W. Bush                         | Dez. 2006        |
| Dez. 2006                  | Adel al-Dschubeir                     |                                          | König Abdullah | George W. Bush                         | 2015             |
| 2015                       | Abdullah bin Faisal bin Turki Al Saud | Neffe mütterlicherseits von König Salman | König Salman   | Barack Obama                           | 2017             |
| 2017                       | Khalid bin Salman Al Saud             | Sohn von König Salman                    | König Salman   | Barack Obama                           | 2019             |
| 2019                       | Reema bint Bandar Al Saud             | Tochter von Bandar bin Sultan            | König Salman   | Donald Trump                           |                  |